# روجر كارفالو
روجر كارفالو (بالبرتغالية: Roger Carvalho‏) (10 ديسمبر 1986 بأرابونغاس في البرازيل - ) هو لاعب كرة قدم برازيلي في مركزي قلب الدفاع والدفاع. لعب مع بوتافوغو ريغاتاس ونادي بالميراس ونادي بولونيا ونادي جنوى ونادي ساو باولو ونادي فيتوريا ونادي فيغورينسي ونادي تومبينس وإيراتي الرياضي ‏ وGuarani Esporte Clube (MG) ‏ وRio Branco Sport Club ‏ وC.D. Olivais e Moscavide ‏.

## روابط خارجية
- روجر كارفالو على موقع قاعدة بيانات كرة القدم.إي يو (الإنجليزية)
- روجر كارفالو على موقع Soccerway.com (الإنجليزية)
- روجر كارفالو على موقع عالم كرة القدم.نت (الإنجليزية)
- روجر كارفالو على موقع AS.com (الإسبانية)